# Leyes antisocialistas
Las leyes antisocialistas (Sozialistengesetze; oficialmente denominadas Gesetz gegen die gemeingefährlichen Bestrebungen der Sozialdemokratie, «Ley contra las Aspiraciones Socialdemócratas que Suponen un Peligro Público») fueron una serie de leyes que el Reichstag sancionó entre el 19 de octubre de 1878 y marzo de 1881. Fueron reformadas y ampliadas en cuatro oportunidades, la última en 1888. Se promulgaron como consecuencia de los atentados fallidos de Max Hödel y Karl Nobiling contra Guillermo I de Alemania para contrarrestar la creciente fuerza del Partido Socialdemócrata de Alemania (SPD, llamado SAP en ese momento), acusado de inspirar aquellos hechos.
Aunque la ley no ilegalizó el SPD, pretendía paralizar su actividad por diversos medios. La prohibición de cualquier grupo o reunión cuyos objetivos fueran difundir los principios socialdemócratas, la proscripción de los sindicatos y el cierre de cuarenta y cinco periódicos son ejemplos de este tipo de represión. El partido eludió estas medidas haciendo que sus candidatos se presentaran como independientes, publicando sus escritos desde fuera de Alemania y difundiendo los puntos de vista socialdemócratas solamente mediante la publicación de las transcripciones de los discursos de los diputados del Reichstag, indemnes a la censura.
El principal defensor de estas leyes fue el canciller Otto von Bismarck, quien temía el estallido de una revolución socialista similar a la que había dado lugar a la Comuna de París en 1871. A pesar de los intentos del Gobierno por debilitar al SPD, el partido continuó creciendo en popularidad. Un proyecto de ley presentado por Bismarck en 1888 que habría permitido la desnaturalización (pérdida de la ciudadanía) de los socialdemócratas fue rechazado. Después de la renuncia de Bismarck en 1890, el Reichstag no renovó la legislación, que finalmente perdió vigencia.